# Cuadrado latino

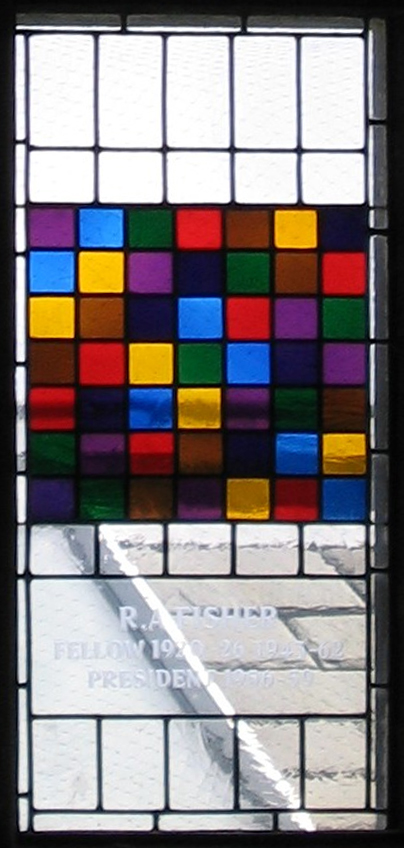
El vitral en el salón comedor del Gonville y Caius College, en Cambridge, Inglaterra, conmemorando a Ronald Fisher y representando un Cuadrado latino, discutido por él en The Design of Experiments

Un cuadrado latino es una matriz de n×n elementos en la que cada casilla está ocupada por uno de los n símbolos de tal modo que cada uno de ellos aparece exactamente una vez en cada columna y en cada fila.
Las siguientes matrices son cuadrados latinos:
{\displaystyle {\begin{bmatrix}1&2&3\\2&3&1\\3&1&2\end{bmatrix}}\quad \quad {\begin{bmatrix}a&b&d&c\\b&c&a&d\\c&d&b&a\\d&a&c&b\end{bmatrix}}}
Los cuadrados latinos se dan como una tabla de multiplicar empleadas para operar en los cuasigrupos y que son aplicables para la elaboración de experimentos numéricos.

## Historia y terminología
El nombre cuadrado latino se origina con Leonhard Euler, quien utilizó caracteres latinos como símbolos.
Un cuadrado latino se dice que está reducido (o "normalizado" o "de forma estandarizada") si la primera fila y la primera columna están en orden natural. Por ejemplo, el primer cuadrado está reducido, porque la primera fila y la primera columna son 1, 2, 3.
Es posible hacer un cuadrado latino permutando (reordenando) las filas y las columnas.

## Representación a través de un arreglo ortogonal
Si cada entrada de un cuadrado latino de n × n se escribe como una tripleta (f, c, s), donde f es la fila, c la columna y s el símbolo (para nuestro caso un número), se obtendrán n2 tripletas, llamado arreglo ortogonal del cuadrado. Por ejemplo, para el primer cuadrado latino de todos estos ejemplos, el arreglo ortogonal será así:
{ (1,1,1),(1,2,2),(1,3,3),(2,1,2),(2,2,3),(2,3,1),(3,1,3),(3,2,1),(3,3,2) },
donde, por ejemplo, la tripleta (2,3,1) representa que el valor en la fila 2 columna 3 es 1. La representación de un cuadrado latino puede escribirse en términos del arreglo ortogonal, y queda así:
- existen n2 tripletas de la forma (f, c, s), donde 1 ≤ f, c, s ≤ n;
- todos los pares (f, c) son diferentes, todos los pares (f, s) son diferentes, y todos los pares (c, s) son diferentes.

La representación por arreglos ortogonales muestra que las filas, columnas y símbolos representan un papel muy similar.

## Clases equivalentes de cuadrados latinos
Muchas operaciones sobre un cuadrado latino produce otro cuadrado latino (por ejemplo, alternar filas).
Si permutamos las filas, permutamos las columnas, y permutamos los símbolos de un cuadrado latino obtenemos un nuevo cuadrado latino que decimos que es isotópico del primero. El isotopismo es una relación de equivalencia; basándose en esto, se dice que todos los cuadrados latinos están divididos en subgrupos, llamados clases isotópicas; según esto, dos cuadrados de la misma clase se dice que son isotópicos, y dos de clases diferentes son no isotópicos.
Otro tipo de operación puede explicarse fácilmente usando la representación de estos por arreglos ortogonales. Si se reorganizan consciente y sistemáticamente los tres elementos de cada tripleta (f, c, s) por (c, f, s), lo cual corresponde a una transposición del cuadrado (reflejado en la diagonal principal), o es posible reemplazar cada tripleta (f, c, s) por (c, s, f), lo que es una operación más complicada. Todas juntas dan 6 posibilidades, incluida la de no hacer nada, lo que da 6 cuadrados latinos llamados conjugados del cuadrado original.
Finalmente, es posible combinar estas dos operaciones equivalentes: dos cuadrados latinos son paratópicos si uno de ellos es conjugado del otro. Esto es nuevamente una relación de equivalencia, con la clase de equivalencia principal llamada clase principal, especies o clase paratópica. Cada clase contiene 6 clases isotópicas.

## El número de cuadrados latinos
No se conoce una fórmula para el cálculo fácil del número de cuadrados latinos de n × n son para n=1,2,...,n. Los límites superiores e inferiores más exactos conocidos para n más grande están demasiado separados. Aquí se dispone de todos los valores exactos conocidos. Es posible notar que los números crecen exageradamente rápido.
Para cada n, el número de cuadrados latinos disponibles (secuencia A002860 en OEIS ) es n! (n-1)! veces el número de cuadrados latinos reducidos (secuencia A000315 en OEIS).
| n  | Cuadrados latinos reducidos de tamaño n | Todos los cuadrados latinos de tamaño n          |
| 1  | 1                                       | 1                                                |
| 2  | 1                                       | 2                                                |
| 3  | 1                                       | 12                                               |
| 4  | 4                                       | 576                                              |
| 5  | 56                                      | 161280                                           |
| 6  | 9408                                    | 812851200                                        |
| 7  | 16942080                                | 61479419904000                                   |
| 8  | 535281401856                            | 108776032459082956800                            |
| 9  | 377597570964258816                      | 5524751496156892842531225600                     |
| 10 | 7580721483160132811489280               | 9982437658213039871725064756920320000            |
| 11 | 5363937773277371298119673540771840      | 776966836171770144107444346734230682311065600000 |

Para cada n, cada clase isotópica (secuencia A040082 en OEIS) contiene hasta (n!)3 cuadrados latinos (el número exacto varía), y cada clase principal (secuencia A003090 en OEIS) contiene alguna de las 1, 2, 3 o 6 clases isotópicas.
| n  | clases principales | clases isotópicas  |
| 1  | 1                  | 1                  |
| 2  | 1                  | 1                  |
| 3  | 1                  | 1                  |
| 4  | 2                  | 2                  |
| 5  | 2                  | 2                  |
| 6  | 12                 | 22                 |
| 7  | 147                | 564                |
| 8  | 283657             | 1676267            |
| 9  | 19270853541        | 115618721533       |
| 10 | 34817397894749939  | 208904371354363006 |

## Aplicaciones
El estadístico inglés Ronald Fisher se valió del uso de los cuadrados latinos para mejorar significativamente los métodos agrícolas, cuando se hallaba investigando la eficacia de los fertilizantes en el rendimiento de las cosechas. Buscó la manera de plantar cosechas en similares condiciones de suelo de modo que la calidad de la tierra no fuese un factor indeseable que influyese en el rendimiento de la cosecha. Si bien la única manera de asegurarse de tener condiciones idénticas de tierra era utilizar siempre el mismo suelo, en la práctica esto es casi imposible, pues se deberían desenterrar y volver a plantar las cosechas varias veces.
Por otra parte, aunque sí se pudiera hacer esto último, las condiciones meteorológicas serían otro factor indeseable. Para evitar esto, por ejemplo en un caso en que se tuviese un campo cuadrado dividido en 16 parcelas, se puede concebir un cuadrado latino en que la descripción del campo sea tal que la calidad del suelo varíe «vertical» y «horizontalmente». Entonces se aplican al azar los 4 fertilizantes («a», «b», «c», y «d»)  con la única condición de que cada fertilizante aparece una sola vez en cada fila y en cada columna. De esta manera se busca eliminar la variación de la calidad de tierra. Si hubiese otro factor que pudiese influir en el rendimiento, por ejemplo, el momento del día (A, B, C, D) en que se aplica el tratamiento, entonces puede utilizarse un cuadrado latino ortogonal al anterior donde se identifiquen dichos momentos del día. De esta manera cada pareja momento-fertilizante se aplicará en una única parcela.
Así, un plan podría ser:
| a, A | b, B | c, C | d, D |
| b, C | a, D | d, A | c, B |
| c, D | d, C | a, B | b, A |
| d, B | c, A | b, D | a, C |
| ---- | ---- | ---- | ---- |

## Cuadrados latinos y rompecabezas matemáticos
El popular rompecabezas Sudoku es un caso especial de cuadrado latinos; toda solución de un Sudoku es un cuadrado latino. Un Sudoku impone una restricción adicional a los subgrupos de 3×3, estos sólo deben contener los dígitos del 1 al 9 (en la versión estándar).
El rompecabezas conocido como Diamante 16 (Diamond 16 Puzzle) ilustra un concepto generalizado de la ortogonalidad de los cuadrados latinos: el cuadrado ortogonal (, 1976) o "Matrices ortogonales"-- ortogonal en el sentido combinatorio y no en un sentido algebraico-lineal (A. E. Brouwer, 1991).
Para una comparación con la geometría finita, véase Geometría del cuadrado latino (en inglés).